# José de Espronceda

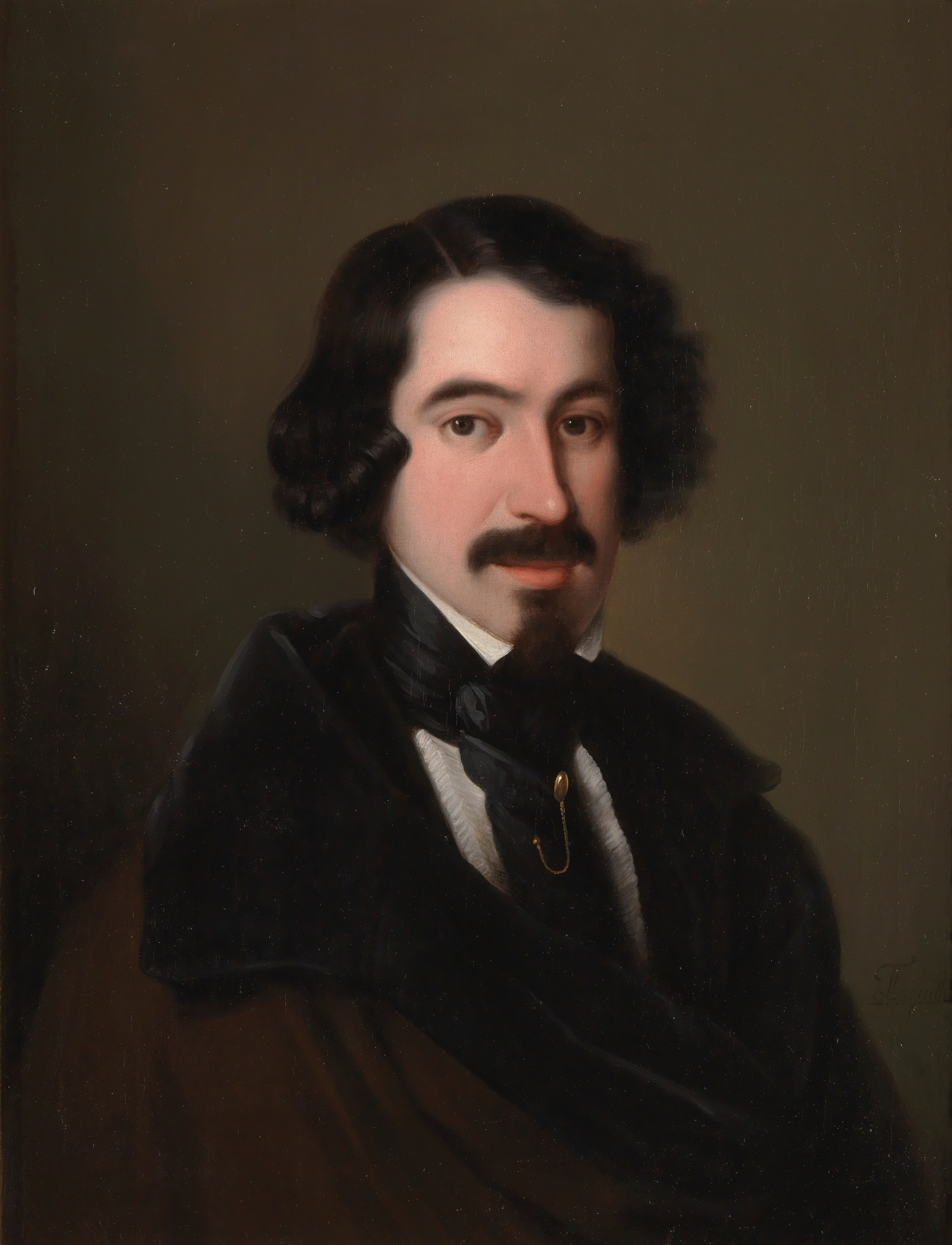
José de Espronceda.

José Ignacio Javier Oriol Encarnación de Espronceda Delgado, född 25 mars 1808 i Almendralejo, död 23 maj 1842 i Madrid, var en spansk författare som räknas till den spanska romantikens stora diktare.
Espronceda bildade tillsammans med andra revolutionära ungdomar den radikala klubben Numantinos och deltog tidigt i upplopp och revolutioner i Spanien och andra länder under ett irrande och oregelbundet liv. Återkommen till Madrid 1834, ägnade han sig åt politik, journalistik och litteratur. År 1840 började han utge El diablo mundo ("Djävulen-världen"), en filosofisk diktsamling inspirerad av Byrons Don Juan. Det andra häftet, Canto a Teresa ("en avliden älskarinna") tolkar i glänsande form och med glödande fantasi Esproncedas förakt för samhället och dess institutioner. Kritiskt rosad blev också den tragiska och lyrika legenden El estudiante de Salamanca, som också blev mycket populär, liksom den präktiga Canción del pirata ("Sjörövarens sång"). Som romanförfattare och dramatiker är Espronceda föga betydande. Esproncedas egendomliga liv och diktning blev under 1900-talet föremål för flitigt studium och delvis utsatt för en omvärdering.